# Deuxième circonscription des Alpes-Maritimes
La deuxième circonscription des Alpes-Maritimes est l'une des neuf circonscriptions législatives que compte le département français des Alpes-Maritimes (06), situé en région Provence-Alpes-Côte d'Azur.
Elle est représentée à l'Assemblée nationale, lors de la XVIIe législature de la Cinquième République, par Lionel Tivoli, député du Rassemblement national. Elle s'étend actuellement sur un territoire en grande partie rural, dans la partie nord-ouest des Alpes-Maritimes, couvrant également une partie de Grasse, ainsi que les communes de Vence, Carros et La Gaude.

## Description géographique et démographique

### Historique

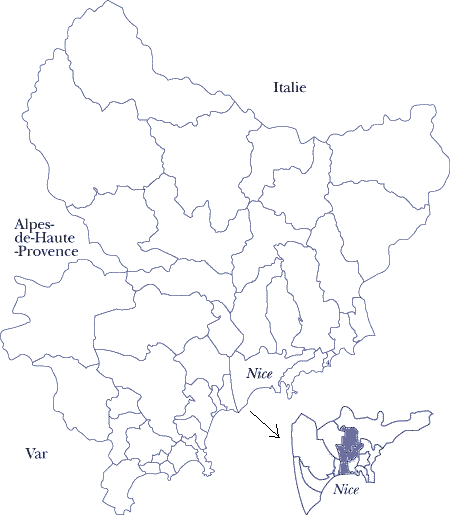
Carte de la 2e circonscription selon le redécoupage de 1986 (selon le découpage cantonal en vigueur jusqu'en 2014).

De 1863 à 1870, la deuxième circonscription des Alpes-Maritimes correspond à l'ouest du département et s'étend du canton de Cannes à celui de Guillaumes dans le Haut Pays niçois. En 1869, ses limites sont légèrement retouchées : elle se voit attribuer le canton de Villars-sur-Var qui appartenait auparavant à la première circonscription.
Par la suite et jusqu'en 1958, il n'existe plus de deuxième circonscription des Alpes-Maritimes car les élections, lorsqu'elles n'ont pas lieu au scrutin proportionnel, se font par arrondissement ou par subdivision d'arrondissement, et les circonscriptions prennent dès lors le nom de l'arrondissement. De 1958 à 1986, une deuxième circonscription réapparaît et reprend en partie ce qui était auparavant la circonscription de Nice-II en englobant la partie centrale de la ville de Nice (allant de la mer aux collines nord) ainsi que quelques communes avoisinantes au nord et nord-est de Nice. Elle est composée des cantons de Nice-4 et Nice-5, lesquels ne possèdent alors pas les mêmes limites qu'aujourd'hui.
À partir de 1986, date du rétablissement du scrutin uninominal majoritaire par circonscription et de la mise en place d'un nouveau découpage électoral, la deuxième circonscription garde sa localisation à savoir la partie centrale de Nice, mais se voit retirer toute la partie située à l'extérieur de la ville qui sera attribuée à la troisième circonscription. Les contours de la partie niçoise sont eux légèrement modifiés en raison du redécoupage des cantons. Elle comprend les cantons de Nice-4, Nice-5, Nice-6 et Nice-7. Sa superficie est de 8,55 km2, et en 2009, sa population totale est de 98 207 habitants. La répartition démographique par canton est donnée dans le tableau ci-dessous.
| Année | Nice-4 | Nice-5 | Nice-6 | Nice-7 | Total  |
| ----- | ------ | ------ | ------ | ------ | ------ |
| 1999  | 19 726 | 28 805 | 28 480 | 22 024 | 99 035 |
| 2009  | 19 567 | 28 871 | 27 952 | 21 817 | 98 207 |

La deuxième circonscription est alors surnommée la « circonscription du maire » car depuis 1958, quatre maires de Nice en exercice s'y sont fait élire députés.

### Circonscription actuelle
Le redécoupage des circonscriptions réalisé en 2010, en vigueur à partir des élections législatives de 2012, modifie intégralement la deuxième circonscription en la déplaçant à l'ouest du département. Ainsi, l'ordonnance no 2009-935 du 29 juillet 2009, votée par le Parlement le 21 janvier 2010, lui attribue les cantons de Grasse-Nord, Saint-Vallier-de-Thiey, Saint-Auban (qui proviennent de la neuvième circonscription), ceux de Coursegoules, Carros, Vence (qui proviennent de la sixième circonscription), et ceux de Roquesteron, Puget-Théniers, Villars-sur-Var et Guillaumes (qui proviennent de la cinquième circonscription). Elle couvre ainsi la majeure partie des arrière-pays grassois et vençois, ainsi que la partie nord-ouest de l'arrière-pays niçois, à cheval sur les arrondissements de Grasse et de Nice. Au total, 72 communes composent la circonscription. Les cantons de Nice-5, Nice-6 et Nice-7 sont quant à eux attribués à la troisième circonscription, et celui de Nice-4 à la première.
En 2009, la circonscription définie par ce nouveau découpage compte 113 835 habitants. Sa répartition démographique par canton, jusqu'au redécoupage cantonal de 2014, est donnée dans le tableau ci-dessous.
| Canton                 | 2009    |
| ---------------------- | ------- |
| Carros                 | 16 974  |
| Coursegoules           | 2 282   |
| Guillaumes             | 2 646   |
| Grasse-Nord            | 28 992  |
| Puget-Théniers         | 2 895   |
| Roquesteron            | 3 941   |
| Saint-Auban            | 2 731   |
| Saint-Vallier-de-Thiey | 21 117  |
| Vence                  | 29 615  |
| Villars-sur-Var        | 2 642   |
| Total                  | 113 835 |

Avec le redécoupage cantonal de 2014, les limites de la circonscription n'ont pas varié mais la composition cantonale de la circonscription est devenue la suivante : une partie du canton de Cagnes-sur-Mer-2 (commune de La Gaude), le canton de Grasse-1, une partie du canton de Grasse-2 (fraction de la commune de Grasse), une partie du canton de Nice-3 (communes de Carros, Le Broc et Gattières), une partie du canton de Valbonne (communes de Cipières et de Gréolières), et le canton de Vence.
La population totale de la circonscription est la suivante : 
| 2013    | 2019    | 2021    |
| ------- | ------- | ------- |
| 115 229 | 115 269 | 116 689 |

## Description historique et politique

### Historique des députations

#### Second Empire
| Législature | Début de mandat | Fin de mandat    |  | Député         | Tendance                    | Observations | Sources |
| ----------- | --------------- | ---------------- |  | -------------- | --------------------------- | ------------ | ------- |
| IIIe        | 31 mai 1863     | 27 avril 1869    |  | Victor Masséna | Bonapartiste                |              | [ 10 ]  |
| IVe         | 23 mai 1869     | 4 septembre 1870 |  | Victor Masséna | Bonapartiste (centre droit) |              | [ 10 ]  |

La 2e circonscription des Alpes-Maritimes disparait par la suite sous ce nom et ne réapparait qu'en 1958.

#### Cinquième République
| Législature | Début de mandat  | Fin de mandat     | Député                    | Parti politique | Observations |
| ----------- | ---------------- | ----------------- | ------------------------- | --------------- | --- |
| Ire         | 9 décembre 1958  | 9 octobre 1962    | Jean Médecin              | ED              | Maire de Nice. Mandat écourté à la suite d'une dissolution parlementaire décidée par Charles de Gaulle. |
| IIe         | 6 décembre 1962  | 2 avril 1967      | Diomède Catroux           | UNR-UDT         | |
| IIIe        | 3 avril 1967     | 30 mai 1968       | Jacques Médecin           | PDM             | Maire de Nice Mandat écourté à la suite d'une dissolution parlementaire décidée par Charles de Gaulle. |
| IVe         | 11 juillet 1968  | 1er avril 1973    | Jacques Médecin           | PDM             | Maire de Nice. |
| Ve          | 2 avril 1973     | 12 février 1976   | Jacques Médecin           | RDS             | Maire de Nice. Président du conseil général des Alpes-Maritimes à partir d'octobre 1973. Remplacé le 13 février 1976 par Charles Ehrmann à la suite de sa nomination au gouvernement. |
| Ve          | 13 février 1976  | 2 avril 1978      | Charles Ehrmann           | RDS             | Maire de Nice. Président du conseil général des Alpes-Maritimes à partir d'octobre 1973. Remplacé le 13 février 1976 par Charles Ehrmann à la suite de sa nomination au gouvernement. |
| VIe         | 3 avril 1978     | 22 mai 1981       | Jacques Médecin           | UDF             | Maire de Nice. Président du conseil général des Alpes-Maritimes. Mandat écourté à la suite d'une dissolution parlementaire décidée par François Mitterrand. |
| VIIe        | 2 juillet 1981   | 1er avril 1986    | Jacques Médecin           | RPR             | Maire de Nice. Président du conseil général des Alpes-Maritimes. |
| IXe         | 23 juin 1988     | 1er avril 1993    | Martine Daugreilh         | RPR             | |
| Xe          | 2 avril 1993     | 17 décembre 1993  | Christian Estrosi         | RPR             | Conseiller régional de Provence-Alpes-Côte d'Azur. Mandat écourté à la suite de l'annulation de son élection (17 décembre 1993). Remplacé par Jean-Paul Baréty le 13 mars 1994 à la suite d'une élection partielle. Mandat écourté à la suite d'une dissolution parlementaire décidée par Jacques Chirac. |
| Xe          | 13 mars 1994     | 21 avril 1997     | Jean-Paul Baréty          | RPR             | Conseiller régional de Provence-Alpes-Côte d'Azur. Mandat écourté à la suite de l'annulation de son élection (17 décembre 1993). Remplacé par Jean-Paul Baréty le 13 mars 1994 à la suite d'une élection partielle. Mandat écourté à la suite d'une dissolution parlementaire décidée par Jacques Chirac. |
| XIe         | 12 juin 1997     | 27 septembre 1998 | Jacques Peyrat            | RPR             | Maire de Nice et conseiller général du canton de Nice-14 (jusqu'en mars 1998). Mandat écourté à la suite de son élection au Sénat. Remplacé par Jacqueline Mathieu-Obadia le 29 novembre 1998 à la suite d'une élection partielle.                                                                        |
| XIe         | 29 novembre 1998 | 18 juin 2002      | Jacqueline Mathieu-Obadia | RPR             | Maire de Nice et conseiller général du canton de Nice-14 (jusqu'en mars 1998). Mandat écourté à la suite de son élection au Sénat. Remplacé par Jacqueline Mathieu-Obadia le 29 novembre 1998 à la suite d'une élection partielle.                                                                        |
| XIIe        | 19 juin 2002     | 19 juin 2007      | Muriel Marland-Militello  | UMP             | |
| XIIIe       | 20 juin 2007     | 19 juin 2012      | Muriel Marland-Militello  | UMP             | Adjointe au maire de Nice. |
| XIVe        | 20 juin 2012     | 20 juin 2017      | Charles Ange Ginésy       | UMP             | Maire de Péone, président de la communauté de communes de Cians Var. Premier vice-président du conseil général des Alpes-Maritimes. |
| XVe         | 21 juin 2017     | 21 juin 2022      | Loïc Dombreval            | LREM            | Maire de Vence et conseiller régional de PACA jusqu'en juillet 2017. |
| XVIe        | 22 juin 2022     | 9 juin 2024       | Lionel Tivoli             | RN              | Conseiller régional de Provence-Alpes-Côte d'Azur. Mandat écourté à la suite d'une dissolution parlementaire décidée par Emmanuel Macron. |
| XVIIe       | 8 juillet 2024   | En cours          | Lionel Tivoli             | RN              | Conseiller régional de Provence-Alpes-Côte d'Azur. |

### Historique des élections

#### Élections de 1958
|                | Jean Médecin élu  | Radcent        | 24 912 | 60,30  |  |  |  |
|                | Michel d'Oelsnitz | PCF            | 7 228  | 17,50  |  |  |  |
|                | Thérèse Roméo     | SFIO           | 5 401  | 13,07  |  |  |  |
|                | Raymond Poncet    | UFF            | 3 772  | 9,13   |  |  |  |
|                |                   |                |        |        |  |  |  |
| Inscrits       | Inscrits          | Inscrits       | 54 395 | 100,00 |  |  |  |
| Abstentions    | Abstentions       | Abstentions    | 11 760 | 21,62  |  |  |  |
| Votants        | Votants           | Votants        | 42 635 | 78,38  |  |  |  |
| Blancs et nuls | Blancs et nuls    | Blancs et nuls | 1 322  | 3,1    |  |  |  |
| Exprimés       | Exprimés          | Exprimés       | 41 313 | 96,9   |  |  |  |

Un seul tour a suffi dans la 2e circonscription des Alpes-Maritimes. Le député-maire de Nice Jean Médecin ayant voté l'investiture du général de Gaulle en juin 1958, le parti gaulliste ne présente pas de candidat face à lui,.

#### Élections de 1962
| Candidat       | Candidat               | Parti          | Premier tour | Premier tour | Second tour | Second tour |  |
| Candidat       | Candidat               | Parti          | Voix         | %            | Voix        | %           |  |
| -------------- | ---------------------- | -------------- | ------------ | ------------ | ----------- | ----------- |  |
|                | Diomède Catroux élu    | UNR-UDT        | 16 061       | 41,11        | 22 121      | 63,70       |  |
|                | Jacques Médecin        | CR             | 9 691        | 24,81        | 2 207       | 6,35        |  |
|                | Madeleine Milon-Faraut | PCF            | 6 702        | 17,16        | 10 401      | 29,95       |  |
|                | Thérèse Roméo          | SFIO           | 3 954        | 10,12        | Retrait     | Retrait     |  |
|                | José Machiavello       | CNIP           | 1 867        | 4,78         |             |             |  |
|                | Camille Madier         | UFF            | 789          | 2,02         |             |             |  |
|                |                        |                |              |              |             |             |  |
| Inscrits       | Inscrits               | Inscrits       | 58 537       | 100,00       | 58 537      | 100,00      |  |
| Abstentions    | Abstentions            | Abstentions    | 18 556       | 31,7         | 21 139      | 36,11       |  |
| Votants        | Votants                | Votants        | 39 981       | 68,3         | 37 398      | 63,89       |  |
| Blancs et nuls | Blancs et nuls         | Blancs et nuls | 917          | 2,29         | 2 669       | 7,14        |  |
| Exprimés       | Exprimés               | Exprimés       | 39 064       | 97,71        | 34 729      | 92,86       |  |

Durant l'entre-deux-tours, Jacques Médecin annonce se désister en faveur du candidat gaulliste Diomède Catroux.
Louis Labri, directeur commercial, était le suppléant de Diomède Catroux.

#### Élections de 1967
| Candidat       | Candidat                | Parti          | Premier tour | Premier tour | Second tour | Second tour |  |
| Candidat       | Candidat                | Parti          | Voix         | %            | Voix        | %           |  |
| -------------- | ----------------------- | -------------- | ------------ | ------------ | ----------- | ----------- |  |
|                | Jacques Médecin élu     | CR (PDM)       | 23 264       | 43,87        | 26 393      | 49,50       |  |
|                | Diomède Catroux sortant | UD-Ve          | 16 621       | 31,34        | 16 676      | 31,28       |  |
|                | Francis Lombardi        | PCF            | 9 820        | 18,52        | 10 246      | 19,22       |  |
|                | Jean Walter             | PSU            | 2 723        | 5,13         |             |             |  |
|                | Joseph Verdu            | Divers         | 606          | 1,14         |             |             |  |
|                |                         |                |              |              |             |             |  |
| Inscrits       | Inscrits                | Inscrits       | 67 919       | 100,00       | 67 908      | 100,00      |  |
| Abstentions    | Abstentions             | Abstentions    | 13 699       | 20,17        | 13 878      | 20,44       |  |
| Votants        | Votants                 | Votants        | 54 220       | 79,83        | 54 030      | 79,56       |  |
| Blancs et nuls | Blancs et nuls          | Blancs et nuls | 1 186        | 2,19         | 715         | 1,32        |  |
| Exprimés       | Exprimés                | Exprimés       | 53 034       | 97,81        | 53 315      | 98,68       |  |

Jacques Médecin se présente officiellement sans étiquette mais est membre du Centre républicain et bénéficie du soutien du Centre démocrate,.
Charles Ehrmann, adjoint au maire de Nice, était le suppléant de Jacques Médecin.

#### Élections de 1968
| Candidat       | Candidat                      | Parti          | Premier tour | Premier tour | Second tour | Second tour |  |
| Candidat       | Candidat                      | Parti          | Voix         | %            | Voix        | %           |  |
| -------------- | ----------------------------- | -------------- | ------------ | ------------ | ----------- | ----------- |  |
|                | Jacques Médecin sortant réélu | CD (PDM)       | 19 554       | 38,19        | 21 759      | 42,09       |  |
|                | Jean Cérez                    | UDR (URP)      | 17 775       | 34,72        | 20 269      | 39,21       |  |
|                | Francis Lombardi              | PCF            | 9 327        | 18,22        | 9 664       | 18,70       |  |
|                | Georges Maniglier             | FGDS (Radical) | 2 372        | 4,63         |             |             |  |
|                | Jean Walter                   | PSU            | 2 170        | 4,24         |             |             |  |
|                |                               |                |              |              |             |             |  |
| Inscrits       | Inscrits                      | Inscrits       | 66 453       | 100,00       | 66 446      | 100,00      |  |
| Abstentions    | Abstentions                   | Abstentions    | 14 555       | 21,9         | 13 980      | 21,04       |  |
| Votants        | Votants                       | Votants        | 51 898       | 78,1         | 52 466      | 78,96       |  |
| Blancs et nuls | Blancs et nuls                | Blancs et nuls | 700          | 1,35         | 774         | 1,48        |  |
| Exprimés       | Exprimés                      | Exprimés       | 51 198       | 98,65        | 51 692      | 98,52       |  |

Charles Ehrmann était le suppléant de Jacques Médecin.

#### Élections de 1973
| Candidat           | Candidat                      | Parti          | Premier tour | Premier tour | Second tour | Second tour |  |
| Candidat           | Candidat                      | Parti          | Voix         | %            | Voix        | %           |  |
| ------------------ | ----------------------------- | -------------- | ------------ | ------------ | ----------- | ----------- |  |
|                    | Jacques Médecin sortant réélu | CR (MR)        | 20 378       | 34,92        | 33 406      | 62,13       |  |
|                    | Jean-Claude Dischamps         | RI (URP)       | 15 949       | 27,33        | 82          | 0,15        |  |
|                    | Louis Broch                   | PCF            | 10 053       | 17,23        | 20 276      | 37,71       |  |
|                    | Jacques Randon                | PS (UGSD)      | 8 190        | 14,03        | Retrait     | Retrait     |  |
|                    | Christian Dufour              | FN             | 2 172        | 3,72         |             |             |  |
|                    | Jean-François Godchau         | LC             | 1 620        | 2,78         |             |             |  |
|                    |                               |                |              |              |             |             |  |
| Inscrits           | Inscrits                      | Inscrits       | 72 286       | 100,00       | 72 286      | 100,00      |  |
| Abstentions        | Abstentions                   | Abstentions    | 12 699       | 17,57        | 14 404      | 19,93       |  |
| Votants            | Votants                       | Votants        | 59 587       | 82,43        | 57 882      | 80,07       |  |
| Blancs et nuls     | Blancs et nuls                | Blancs et nuls | 1 225        | 2,06         | 4 118       | 7,11        |  |
| Exprimés           | Exprimés                      | Exprimés       | 58 362       | 97,94        | 53 764      | 92,89       |  |
| Source : Data.gouv |                               |                |              |              |             |             |  |

À l'issue du premier tour, le candidat républicain indépendant Jean-Claude Dischamps se retire en faveur de Jacques Médecin.
Charles Ehrmann était le suppléant de Jacques Médecin. Charles Ehrmann remplaça Jacques Médecin, nommé membre du gouvernement, du 13 février 1976 au 2 avril 1978.

#### Élections de 1978
| Candidat       | Candidat                      | Parti             | Premier tour | Premier tour | Second tour | Second tour |  |
| Candidat       | Candidat                      | Parti             | Voix         | %            | Voix        | %           |  |
| -------------- | ----------------------------- | ----------------- | ------------ | ------------ | ----------- | ----------- |  |
|                | Jacques Médecin sortant réélu | UDF (PR)          | 27 464       | 39,48        | 41 077      | 57,39       |  |
|                | Jacques Randon                | PS                | 14 744       | 21,19        | 30 500      | 42,61       |  |
|                | François Binoche              | UGP (PCF)         | 10 514       | 15,11        |             |             |  |
|                | Jacques Schonbach             | RPR               | 8 338        | 11,99        |             |             |  |
|                | Henri Roubault                | Divers écologiste | 4 247        | 6,10         |             |             |  |
|                | Jean Ferrarèse                | MDD               | 1 305        | 1,88         |             |             |  |
|                | Gérard Poussigue              | LO                | 1 116        | 1,60         |             |             |  |
|                | Daniel Malaganne              | FN                | 923          | 1,33         |             |             |  |
|                | Joseph Depétris               | PSU (FA)          | 743          | 1,07         |             |             |  |
|                | Stéphane Monet                | Divers            | 176          | 0,25         |             |             |  |
|                |                               |                   |              |              |             |             |  |
| Inscrits       | Inscrits                      | Inscrits          | 87 312       | 100,00       | 87 010      | 100,00      |  |
| Abstentions    | Abstentions                   | Abstentions       | 16 738       | 19,17        | 13 720      | 15,77       |  |
| Votants        | Votants                       | Votants           | 70 574       | 80,83        | 73 290      | 84,23       |  |
| Blancs et nuls | Blancs et nuls                | Blancs et nuls    | 1 004        | 1,42         | 1 713       | 2,34        |  |
| Exprimés       | Exprimés                      | Exprimés          | 69 570       | 98,58        | 71 577      | 97,66       |  |

Francis Giordan, industriel, Premier adjoint au maire de Nice, était le suppléant de Jacques Médecin.

#### Élections de 1981
|                | Jacques Médecin sortant réélu | UDF (PR)       | 31 067 | 52,11  |  |  |  |
|                | Jean-Pascal Carlotti          | PS             | 19 936 | 33,44  |  |  |  |
|                | Louis Broch                   | PCF            | 8 257  | 13,85  |  |  |  |
|                | Guy Giani                     | CCA            | 354    | 0,59   |  |  |  |
|                |                               |                |        |        |  |  |  |
| Inscrits       | Inscrits                      | Inscrits       | 88 904 | 100,00 |  |  |  |
| Abstentions    | Abstentions                   | Abstentions    | 28 258 | 31,78  |  |  |  |
| Votants        | Votants                       | Votants        | 60 646 | 68,22  |  |  |  |
| Blancs et nuls | Blancs et nuls                | Blancs et nuls | 1 032  | 1,7    |  |  |  |
| Exprimés       | Exprimés                      | Exprimés       | 59 614 | 98,3   |  |  |  |

Francis Giordan était le suppléant de Jacques Médecin.

#### Élections de 1988
| Candidat       | Candidat               | Parti                      | Premier tour | Premier tour | Second tour | Second tour |  |
| Candidat       | Candidat               | Parti                      | Voix         | %            | Voix        | %           |  |
| -------------- | ---------------------- | -------------------------- | ------------ | ------------ | ----------- | ----------- |  |
|                | Martine Daugreilh élue | RPR (URC)                  | 18 681       | 44,08        | 29 241      | 63,61       |  |
|                | Patrick Mottard        | PS                         | 11 107       | 26,21        | 16 731      | 36,39       |  |
|                | Adrienne Franchi       | FN                         | 8 643        | 20,40        |             |             |  |
|                | Marlène Pallano        | PCF                        | 2 517        | 5,94         |             |             |  |
|                | Jean-Michel Galy       | Divers gauche (Maj. prés.) | 1 106        | 2,61         |             |             |  |
|                | Jean-Louis Bernard     | Divers droite              | 324          | 0,76         |             |             |  |
|                |                        |                            |              |              |             |             |  |
| Inscrits       | Inscrits               | Inscrits                   | 72 240       | 100,00       | 72 240      | 100,00      |  |
| Abstentions    | Abstentions            | Abstentions                | 29 320       | 40,59        | 25 113      | 34,76       |  |
| Votants        | Votants                | Votants                    | 42 920       | 59,41        | 47 127      | 65,24       |  |
| Blancs et nuls | Blancs et nuls         | Blancs et nuls             | 542          | 1,26         | 1 155       | 2,45        |  |
| Exprimés       | Exprimés               | Exprimés                   | 42 378       | 98,74        | 45 972      | 97,55       |  |

Jacques Médecin, député sortant, était suppléant de Martine Daugreilh.
La loi du 30 décembre 1985 qui limite le cumul des mandats empêche Jacques Médecin, déjà maire de Nice et président du conseil général des Alpes-Maritimes, de continuer à être également député. C'est Martine Daugreilh qui le remplace à cette élection ; Jacques Médecin est son suppléant.

#### Élections de 1993
| Candidat       | Candidat                  | Parti             | Premier tour | Premier tour | Second tour | Second tour |  |
| Candidat       | Candidat                  | Parti             | Voix         | %            | Voix        | %           |  |
| -------------- | ------------------------- | ----------------- | ------------ | ------------ | ----------- | ----------- |  |
|                | Jacques Peyrat            | FN                | 13 439       | 31,16        | 18 963      | 48,42       |  |
|                | Christian Estrosi élu     | RPR (UPF)         | 12 168       | 28,21        | 20 197      | 51,58       |  |
|                | Patrick Mottard           | PS (ADFP)         | 6 399        | 14,84        |             |             |  |
|                | Geneviève Médecin-Assemat | Divers droite     | 4 160        | 9,65         |             |             |  |
|                | Guy Marimot               | Les Verts (EÉ)    | 2 521        | 5,85         |             |             |  |
|                | Sylviane Douhet           | PCF               | 2 274        | 5,27         |             |             |  |
|                | Françoise Nicaud          | LT-LNÉ            | 1 015        | 2,35         |             |             |  |
|                | Guy-Noël Tordo            | Divers écologiste | 639          | 1,48         |             |             |  |
|                | Pierre Chauliac           | Divers            | 307          | 0,71         |             |             |  |
|                | Marc Peigner              | PLN               | 206          | 0,48         |             |             |  |
|                |                           |                   |              |              |             |             |  |
| Inscrits       | Inscrits                  | Inscrits          | 70 535       | 100,00       | 70 615      | 100,00      |  |
| Abstentions    | Abstentions               | Abstentions       | 25 958       | 36,8         | 26 091      | 36,95       |  |
| Votants        | Votants                   | Votants           | 44 577       | 63,2         | 44 524      | 63,05       |  |
| Blancs et nuls | Blancs et nuls            | Blancs et nuls    | 1 449        | 3,25         | 5 364       | 12,05       |  |
| Exprimés       | Exprimés                  | Exprimés          | 43 128       | 96,75        | 39 160      | 87,95       |  |

Henri Richelme, professeur de médecine, conseiller régional, était suppléant de Christian Estrosi.

#### Élection partielle de 1994
À la suite de l'annulation de l'élection de Christian Estrosi par le Conseil constitutionnel pour infraction à la loi sur le financement des campagnes électorales, une élection législative partielle est organisée les 6 et 13 mars 1994. Ayant été déclaré inéligible, Christian Estrosi n'y participe pas. Le nouveau maire de Nice Jean-Paul Baréty (élu en octobre 1993) le remplace pour représenter le RPR.
| Candidat           | Candidat             | Parti               | Premier tour | Premier tour | Second tour | Second tour |  |
| Candidat           | Candidat             | Parti               | Voix         | %            | Voix        | %           |  |
| ------------------ | -------------------- | ------------------- | ------------ | ------------ | ----------- | ----------- |  |
|                    | Jean-Paul Baréty élu | RPR                 | 11 652       | 37,64        | 19 708      | 56,48       |  |
|                    | Jacques Peyrat       | FN                  | 11 618       | 37,53        | 15 185      | 43,52       |  |
|                    | Patrick Mottard      | PS                  | 4 268        | 13,78        |             |             |  |
|                    | Sylviane Douhet      | PCF                 | 1 245        | 4,02         |             |             |  |
|                    | Jean-Michel Galy     | MRG                 | 866          | 2,79         |             |             |  |
|                    | Guy Marimot          | Les Verts           | 739          | 2,38         |             |             |  |
|                    | Maurice Gillard      | diss. Les Verts     | 394          | 1,27         |             |             |  |
|                    | Pierre Ducher        | Extrême droite (AP) | 168          | 0,54         |             |             |  |
|                    |                      |                     |              |              |             |             |  |
| Inscrits           | Inscrits             | Inscrits            | 70 756       | 100,00       |             | 100,00      |  |
| Abstentions        | Abstentions          | Abstentions         | 39 117       | 55,28        |             |             |  |
| Votants            | Votants              | Votants             | 31 639       | 44,72        |             |             |  |
| Blancs et nuls     | Blancs et nuls       | Blancs et nuls      | 689          | 2,18         |             |             |  |
| Exprimés           | Exprimés             | Exprimés            | 30 950       | 97,82        | 34 893      |             |  |
| Source : Les Échos |                      |                     |              |              |             |             |  |

#### Élections de 1997
| Candidat       | Candidat            | Parti             | Premier tour | Premier tour | Second tour | Second tour |  |
| Candidat       | Candidat            | Parti             | Voix         | %            | Voix        | %           |  |
| -------------- | ------------------- | ----------------- | ------------ | ------------ | ----------- | ----------- |  |
|                | Jacques Peyrat élu  | RPR               | 13 022       | 35,12        | 22 352      | 70,63       |  |
|                | Christian Desvignes | FN                | 8 440        | 22,76        | 9 293       | 29,37       |  |
|                | Patrick Mottard     | PS                | 7 876        | 21,24        |             |             |  |
|                | Simone Monticelli   | PCF               | 2 165        | 5,84         |             |             |  |
|                | Joseph Grammatico   | LDI (CNIP)        | 1 501        | 4,05         |             |             |  |
|                | Jeannine Thiemonge  | Les Verts         | 1 111        | 3,00         |             |             |  |
|                | Bruno Pebeyre       | Divers            | 876          | 2,36         |             |             |  |
|                | Claudine Razeau     | MÉI               | 682          | 1,84         |             |             |  |
|                | Rose-Marie Allégret | Divers écologiste | 415          | 1,12         |             |             |  |
|                | Laurence Dangel     | LCR               | 397          | 1,07         |             |             |  |
|                | Joseph Ciccolini    | IR                | 305          | 0,82         |             |             |  |
|                | Marc Brincat        | Extrême droite    | 225          | 0,61         |             |             |  |
|                | Pierre Varennes     | Divers            | 62           | 0,17         |             |             |  |
|                |                     |                   |              |              |             |             |  |
| Inscrits       | Inscrits            | Inscrits          | 68 123       | 100,00       | 68 117      | 100,00      |  |
| Abstentions    | Abstentions         | Abstentions       | 29 715       | 43,62        | 30 426      | 44,67       |  |
| Votants        | Votants             | Votants           | 38 408       | 56,38        | 37 691      | 55,33       |  |
| Blancs et nuls | Blancs et nuls      | Blancs et nuls    | 1 331        | 3,47         | 6 046       | 16,04       |  |
| Exprimés       | Exprimés            | Exprimés          | 37 077       | 96,53        | 31 645      | 83,96       |  |

La suppléante de Jacques Peyrat était Jacqueline Mathieu-Obadia.

#### Élection partielle de 1998
Une élection législative partielle est organisée les 22 et 29 novembre 1998 à la suite de la démission de Jacques Peyrat qui a été élu sénateur aux élections sénatoriales de septembre 1998.
| Candidat       | Candidat                       | Parti          | Premier tour | Premier tour | Second tour | Second tour |  |
| Candidat       | Candidat                       | Parti          | Voix         | %            | Voix        | %           |  |
| -------------- | ------------------------------ | -------------- | ------------ | ------------ | ----------- | ----------- |  |
|                | Jacqueline Mathieu-Obadia élue | RPR (APF)      | 5 661        | 35,61        | 10 578      | 56,39       |  |
|                | Patrick Mottard                | PS             | 5 179        | 32,58        | 8 180       | 43,61       |  |
|                | Gérard de Gubernatis           | FN             | 4 056        | 25,52        |             |             |  |
|                | Patrice Miran                  | MÉI            | 404          | 2,54         |             |             |  |
|                | Michel Cotta                   | CNI            | 399          | 2,51         |             |             |  |
|                | Jean-Marie Bernard             | Régionaliste   | 196          | 1,23         |             |             |  |
|                |                                |                |              |              |             |             |  |
| Inscrits       | Inscrits                       | Inscrits       | 67 659       | 100,00       | 67 659      | 100,00      |  |
| Abstentions    | Abstentions                    | Abstentions    | 51 255       | 75,75        | 47 799      | 70,65       |  |
| Votants        | Votants                        | Votants        | 16 404       | 24,25        | 19 860      | 29,35       |  |
| Blancs et nuls | Blancs et nuls                 | Blancs et nuls | 509          | 3,1          | 1 102       | 5,55        |  |
| Exprimés       | Exprimés                       | Exprimés       | 15 895       | 96,9         | 18 758      | 94,45       |  |

#### Élections de 2002
| Candidat       | Candidat                           | Parti          | Premier tour | Premier tour | Second tour | Second tour |  |
| Candidat       | Candidat                           | Parti          | Voix         | %            | Voix        | %           |  |
| -------------- | ---------------------------------- | -------------- | ------------ | ------------ | ----------- | ----------- |  |
|                | Muriel Marland élu                 | UMP            | 12 518       | 33,68        | 16 431      | 46,09       |  |
|                | Patrick Mottard                    | PS             | 9 890        | 26,61        | 12 046      | 33,79       |  |
|                | Marie-France Stirbois              | FN             | 8 556        | 23,02        | 7 176       | 20,13       |  |
|                | Jacqueline Mathieu-Obadia sortante | Divers droite  | 2 498        | 6,72         |             |             |  |
|                | Simone Monticelli                  | PCF            | 768          | 2,07         |             |             |  |
|                | Jean-Pierre Mangiapan              | Divers droite  | 435          | 1,17         |             |             |  |
|                | Philippe Belin                     | Divers droite  | 354          | 0,95         |             |             |  |
|                | Joëlle Martinaux                   | MPF            | 346          | 0,93         |             |             |  |
|                | Jean-Paul Perez                    | MNR            | 327          | 0,88         |             |             |  |
|                | Rose-Marie Allegret                | MÉI            | 218          | 0,59         |             |             |  |
|                | Christian Sakhinis                 | LT-LNÉ         | 213          | 0,57         |             |             |  |
|                | Jacques Leboucher                  | MHAN           | 180          | 0,48         |             |             |  |
|                | Laurence de Stefano                | Divers         | 166          | 0,45         |             |             |  |
|                | Philippe Boure                     | LCR            | 164          | 0,44         |             |             |  |
|                | Joseph Markiel                     | LO             | 120          | 0,32         |             |             |  |
|                | Bernard Bourelly                   | Divers         | 101          | 0,27         |             |             |  |
|                | René Pico                          | Divers         | 88           | 0,24         |             |             |  |
|                | Marie Martin-Pécheux               | Extrême gauche | 81           | 0,22         |             |             |  |
|                | Jeanine Simeoni                    | IR             | 73           | 0,20         |             |             |  |
|                | Robert Sanchis                     | Divers         | 68           | 0,18         |             |             |  |
|                |                                    |                |              |              |             |             |  |
| Inscrits       | Inscrits                           | Inscrits       | 67 362       | 100,00       | 67 364      | 100,00      |  |
| Abstentions    | Abstentions                        | Abstentions    | 29 714       | 44,11        | 31 238      | 46,37       |  |
| Votants        | Votants                            | Votants        | 37 648       | 55,89        | 36 126      | 53,63       |  |
| Blancs et nuls | Blancs et nuls                     | Blancs et nuls | 484          | 1,29         | 473         | 1,31        |  |
| Exprimés       | Exprimés                           | Exprimés       | 37 164       | 98,71        | 35 653      | 98,69       |  |

Le suppléant de Muriel Marland était Auguste Vérola, adjoint au maire de Nice.

#### Élections de 2007
|                | Muriel Marland-Militello sortante réélue | UMP            | 19 113 | 54,28  |  |  |  |
|                | Dominique Boy-Mottard                    | PS             | 7 482  | 21,25  |  |  |  |
|                | Patricia Pellero                         | FN             | 2 320  | 6,59   |  |  |  |
|                | Céline Lacroix                           | UDF–MoDem      | 1 955  | 5,55   |  |  |  |
|                | Benoît Loeuillet                         | BI             | 938    | 2,66   |  |  |  |
|                | Danièle Gimeno                           | PCF            | 707    | 2,01   |  |  |  |
|                | Rachel Khan                              | Les Verts      | 682    | 1,94   |  |  |  |
|                | Joëlle Martinaux                         | MPF            | 676    | 1,94   |  |  |  |
|                | Fanny Tieche                             | LCR            | 445    | 1,25   |  |  |  |
|                | Jacques Leboucher                        | LT-LNÉ         | 354    | 1,01   |  |  |  |
|                | Jean-Pierre Pisoni                       | COM            | 197    | 0,56   |  |  |  |
|                | Stéphane Alauzet                         | Divers         | 165    | 0,47   |  |  |  |
|                | Joseph Markiel                           | LO             | 95     | 0,27   |  |  |  |
|                | Joël Rigolat                             | DLR            | 85     | 0,24   |  |  |  |
|                |                                          |                |        |        |  |  |  |
| Inscrits       | Inscrits                                 | Inscrits       | 62 011 | 100,00 |  |  |  |
| Abstentions    | Abstentions                              | Abstentions    | 26 415 | 42,6   |  |  |  |
| Votants        | Votants                                  | Votants        | 35 596 | 57,4   |  |  |  |
| Blancs et nuls | Blancs et nuls                           | Blancs et nuls | 382    | 1,07   |  |  |  |
| Exprimés       | Exprimés                                 | Exprimés       | 35 214 | 98,93  |  |  |  |

Le suppléant de Muriel Marland était Auguste Vérola, adjoint au maire de Nice.

#### Élections de 2012
| Candidat       | Candidat                | Parti          | Premier tour | Premier tour | Second tour | Second tour |  |
| Candidat       | Candidat                | Parti          | Voix         | %            | Voix        | %           |  |
| -------------- | ----------------------- | -------------- | ------------ | ------------ | ----------- | ----------- |  |
|                | Charles Ange Ginésy élu | UMP (NC)       | 17 197       | 35,78        | 23 822      | 53,29       |  |
|                | André Aschieri          | EÉLV (PS)      | 13 802       | 28,72        | 20 880      | 46,71       |  |
|                | Jean-Marc Degioanni     | RBM (FN)       | 10 123       | 21,06        |             |             |  |
|                | Fabrice Lachenmaier     | PRG            | 3 385        | 7,04         |             |             |  |
|                | Frédérique Cattaert     | FG (PCF)       | 1 974        | 4,11         |             |             |  |
|                | Patrice Miran           | AÉI            | 654          | 1,36         |             |             |  |
|                | Brigitte Reynard        | MHAN           | 601          | 1,25         |             |             |  |
|                | Michelle Paulus         | COM            | 182          | 0,38         |             |             |  |
|                | Alain Bouilleaux        | LO             | 146          | 0,30         |             |             |  |
|                |                         |                |              |              |             |             |  |
| Inscrits       | Inscrits                | Inscrits       | 82 406       | 100,00       | 82 396      | 100,00      |  |
| Abstentions    | Abstentions             | Abstentions    | 33 776       | 40,99        | 36 287      | 44,04       |  |
| Votants        | Votants                 | Votants        | 48 630       | 59,01        | 46 109      | 55,96       |  |
| Blancs et nuls | Blancs et nuls          | Blancs et nuls | 566          | 1,16         | 1 407       | 3,05        |  |
| Exprimés       | Exprimés                | Exprimés       | 48 064       | 98,84        | 44 702      | 96,95       |  |

La suppléante de Charles Ange Ginésy était Danièle Tubiana, adjointe au maire de Grasse, membre du Nouveau Centre et de l'UDI, conseillère régionale.

#### Élections de 2017
|                                                                                  | |                           |                           |                          |                          |
|                                                                                  | | Premier tour 11 juin 2017 | Premier tour 11 juin 2017 | Second tour 18 juin 2017 | Second tour 18 juin 2017 |
|                                                                                  | |                           |                           |                          |                          |
|                                                                                  | | Nombre                    | % des inscrits            | Nombre                   | % des inscrits           |
| Inscrits                                                                         | Inscrits | 85 504                    | 100,00                    | 85 498                   | 100,00                   |
| Abstentions                                                                      | Abstentions                                                                                                  | 44 043                    | 51,51                     | 49 131                   | 57,46                    |
| Votants                                                                          | Votants | 41 461                    | 48,49                     | 36 367                   | 42,54                    |
|                                                                                  | |                           | % des votants             |                          | % des votants            |
| Bulletins blancs                                                                 | Bulletins blancs                                                                                             | 641                       | 1,55                      | 2 615                    | 7,19                     |
| Bulletins nuls                                                                   | Bulletins nuls                                                                                               | 176                       | 0,42                      | 810                      | 2,23                     |
| Suffrages exprimés                                                               | Suffrages exprimés                                                                                           | 40 644                    | 98,03                     | 32 942                   | 90,58                    |
|                                                                                  | |                           |                           |                          |                          |
| Candidat Étiquette politique (partis et alliances)                               | Candidat Étiquette politique (partis et alliances)                                                           | Voix                      | % des exprimés            | Voix                     | % des exprimés           |
|                                                                                  | |                           |                           |                          |                          |
|                                                                                  | Loïc Dombreval La République en marche !                                                                     | 14 364                    | 35,34                     | 19 459                   | 59,07                    |
|                                                                                  | Jérôme Cochet Front national                                                                                 | 9 166                     | 22,55                     | 13 483                   | 40,93                    |
|                                                                                  | Anne Sattonnet Union des démocrates et indépendants (Les Républicains)                                       | 8 546                     | 21,03                     |                          |                          |
|                                                                                  | Sonia Naffati La France insoumise                                                                            | 3 942                     | 9,70                      |                          |                          |
|                                                                                  | Jean-Louis Fiori Parti communiste français                                                                   | 1 545                     | 3,80                      |                          |                          |
|                                                                                  | Brigitte Reynard Écologiste (Mouvement écologiste indépendant - Le Trèfle - Mouvement hommes animaux nature) | 1 511                     | 3,72                      |                          |                          |
|                                                                                  | Eliette Trouche Debout la France                                                                             | 771                       | 1,90                      |                          |                          |
|                                                                                  | Axel Thomas Divers (Union populaire républicaine)                                                            | 338                       | 0,83                      |                          |                          |
|                                                                                  | Alain Bouilleaux Lutte ouvrière                                                                              | 270                       | 0,66                      |                          |                          |
|                                                                                  | Pierre Valet Divers droite (577-Les Indépendants)                                                            | 183                       | 0,45                      |                          |                          |
|                                                                                  | Stéphane Cassarini Divers droite                                                                             | 8                         | 0,02                      |                          |                          |
| Source : Ministère de l'Intérieur - Deuxième circonscription des Alpes-Maritimes | |                           |                           |                          |                          |

Le suppléant de Loïc Dombreval était Fabrice Lachenmaier, cadre associatif, maire du Mas.

#### Élections de 2022
| Candidat                 | Candidat                 | Parti et coalition       | Nuance                   | Premier tour | Premier tour | Second tour | Second tour |
| Candidat                 | Candidat                 | Parti et coalition       | Nuance                   | Voix         | %            | Voix        | %           |
| ------------------------ | ------------------------ | ------------------------ | ------------------------ | ------------ | ------------ | ----------- | ----------- |
|                          | Lionel Tivoli            | RN                       | RN                       | 9 639        | 23,90        | 18 557      | 51,65       |
|                          | Loïc Dombreval           | LREM (ENS)               | ENS                      | 9 547        | 23,67        | 17 369      | 48,35       |
|                          | Sonia Naffati            | LFI (NUPES)              | NUP                      | 7 591        | 18,82        |             |             |
|                          | Jean-Marc Macario        | LR (UDC)                 | LR                       | 5 684        | 14,09        |             |             |
|                          | Patrick Isnard           | REC                      | REC                      | 2 930        | 7,26         |             |             |
|                          | Abdel Aïssou             | LMR                      | DVD                      | 1 396        | 3,46         |             |             |
|                          | Brigitte Reynard         | MHAN (TUPV)              | ECO                      | 1 269        | 3,15         |             |             |
|                          | Philippe Morlot          | LP (UPF)                 | DSV                      | 823          | 2,04         |             |             |
|                          | Emmanuelle Sultani       | EAC                      | ECO                      | 728          | 1,80         |             |             |
|                          | Alexandre Gaiffe         | LR diss.                 | DVD                      | 386          | 0,96         |             |             |
|                          | Alain Bouilleaux         | LO                       | DXG                      | 272          | 0,67         |             |             |
|                          | Laurent Potentier        | UCPL (CRIC)              | DIV                      | 71           | 0,18         |             |             |
|                          |                          |                          |                          |              |              |             |             |
| Votes valides            | Votes valides            | Votes valides            | Votes valides            | 40 336       | 97,95        | 35 926      | 91,98       |
| Votes blancs             | Votes blancs             | Votes blancs             | Votes blancs             | 640          | 1,51         | 2 386       | 6,11        |
| Votes nuls               | Votes nuls               | Votes nuls               | Votes nuls               | 205          | 0,54         | 745         | 1,91        |
| Total                    | Total                    | Total                    | Total                    | 41 181       | 100          | 39 057      | 100         |
| Abstention               | Abstention               | Abstention               | Abstention               | 47 998       | 53,82        | 50 124      | 56,20       |
| Inscrits / participation | Inscrits / participation | Inscrits / participation | Inscrits / participation | 89 179       | 46,18        | 89 181      | 43,80       |

La suppléante de Lionel Tivoli était Indiana Poret, agricultrice à Vence.

#### Élections de 2024
| Candidat                 | Candidat                 | Parti et coalition       | Nuance                   | Premier tour | Premier tour | Second tour | Second tour |
| Candidat                 | Candidat                 | Parti et coalition       | Nuance                   | Voix         | %            | Voix        | %           |
| ------------------------ | ------------------------ | ------------------------ | ------------------------ | ------------ | ------------ | ----------- | ----------- |
|                          | Lionel Tivoli sortant    | RN                       | RN                       | 28 676       | 48,08        | 33 246      | 63,78       |
|                          | Leïla Tonnerre           | LFI (NFP)                | UG                       | 11 339       | 19,01        | 18 920      | 36,22       |
|                          | David Varrone            | HOR (ENS)                | ENS                      | 9 856        | 16,53        |             |             |
|                          | Simon Daragon            | LR                       | LR                       | 6 162        | 10,33        |             |             |
|                          | Patrice Miran            | ÉAC                      | ECO                      | 2 296        | 3,85         |             |             |
|                          | Indiana Poret-Rinck      | app. REC                 | EXD                      | 931          | 1,56         |             |             |
|                          | Florent Imbert           | LO                       | EXG                      | 381          | 0,64         |             |             |
|                          |                          |                          |                          |              |              |             |             |
| Votes valides            | Votes valides            | Votes valides            | Votes valides            | 59 641       | 97,66        | 52 166      | 88,68       |
| Votes blancs             | Votes blancs             | Votes blancs             | Votes blancs             | 996          | 1,63         | 5 480       | 9,32        |
| Votes nuls               | Votes nuls               | Votes nuls               | Votes nuls               | 430          | 0,70         | 1 176       | 2,00        |
| Total                    | Total                    | Total                    | Total                    | 61 067       | 100          | 58 822      | 100         |
| Abstention               | Abstention               | Abstention               | Abstention               | 29 314       | 32,43        | 31 589      | 34,94       |
| Inscrits / participation | Inscrits / participation | Inscrits / participation | Inscrits / participation | 90 381       | 67,57        | 90 411      | 65,06       |

La suppléante de Lionel Tivoli est Andréa Orabona.